# E108 (trasa europejska)
E108 – byłe oznaczenie drogi międzynarodowej w Europie w latach 1968–1983, przebiegającej w południowo-wschodniej Anglii.
Droga E108 miała ustalony przebieg Londyn – Southend.
Oznaczenie to obowiązywało do początku lat 80., kiedy wprowadzono nowy system numeracji tras europejskich. Od tamtej pory numer E108 pozostaje nieużywany.
Irlandia proponowała w 1968 roku utworzenie trasy E108 biegnącej z Dublina przez Port Laoise i Limerick do Shannon. Koncepcję zrealizowano rok później jako trasę E125.

## Historyczny przebieg E108
Lista dróg opracowana na podstawie materiału źródłowego
| Wielka Brytania | droga A127: London – Southend |